# Ephestia elutella
Ephestia elutella, también conocida (en inglés) como polilla del cacao, polilla del tabaco, es una especie de lepidóptero ditrisio de la familia Pyralidae. Es originaria de Europa y ahora está extendida por todo el mundo, incluyendo Australia. Ataca a los alimentos almacenados en base a plantas, como el cacao y a veces tabaco, de ahí su nombre. Tiene varias generaciones al año.

## Descirpción
Es una polilla pequeña, con una envergadura alar de 14 a 20 milímetros (0,6 a 0,8 plg). Las alas anteriores del macho son menos alargadas (en comparación con otras Ephestia), con un pliegue costal que encierra escamas floculentas. Son de color gris, salpicadas de blanquecino y mezcladas con fuscous oscuro. Hacia el dorso de las alas a menudo también con rojizo ferruginoso. Cuenta con líneas pálidas, con bordes oscuros, la primera recta, algo oblicua, la segunda casi recta. Tiene dos puntos discales más oscuros, transversales. Las alas posteriores son de color fuscous pálido, con escamas finas en la parte anterior, con mechones de pelos basales blanquecino-ocreos en la parte media y subdorsal. La larva es de color marrón blanquecino con puntos marrones. La cabeza es de color marrón rojizo. Se les encuentra sobre galletas, chocolate e higos.